# Şebnem Paker
Şebnem Paker (Istambul, junho de 1973) é uma guitarrista e cantora turca.

## Biografia
Paker frequentou o Departamento de Guitarra Clássica no Conservatório Nacional na  Universidade de Istambul entre 1992-1996. Mais tarde, ela estudou canto no Departamento de Música da  Universidade de Mármara .
Paker representou a Turquia no  Festival Eurovisão da Canção 1996 , com a canção "Beşinci mevsim " que terminou em 12.º lugar e no Festival Eurovisão da Canção 1997 com a canção "Dinle". A sua canção  Dinle, composta por Levent Çoker e com letra de  Zerrin Alporal, que obteve o terceiro lugar foi a melhor classificação para a Turquia até à vitória de Sertab Erener em 2003. Ela lançou até ao momento um único álbum "Dinle" em agosto de 1997.